# Benny Windelskär
Carl Rune Benny Windelskär, ursprungligen Johansson, född 8 maj 1947 i Oskar Fredriks församling i Göteborg, är en tidigare svensk landslagsspelare i handboll. Han spelade back, dvs niometersspelare.

## Klubbkarriär
Benny Windelskär föddes i Göteborg och spelade sin elitkarriär för Västra Frölunda IF. Med klubben vann han Division 2 Västra 1968, men föll i kvalet, 1969 hände samma sak. 1970 vann Västra Frölunda serien utan att förlora en enda match och nu lyckades man gå upp i allsvenskan. Handbollboken skriver om Benny: "23 år, gymnastikdirektör, har bara missat en av 116 A-lagsmatcher sedan debuten - när han gifte sig. 21 matcher ifjol - 475 mål i klubben". 1971 spelade Windelskär alla 18 seriematcherna i Allsvenskan och lade 79 mål för Västra Frölunda. Frölunda kom trea i serien och spelade SM-final mot Hellas. Året efter gick Windelskär på GIH i Stockholm och spelade för SoIK Hellas. Då blev han SM-vinnare och blev med 69 mål Hellas näst bäste målgörare. Han återvände till Västra Frölunda 1973, men hade en skadedrabbad säsong och tappade sin landslagsplats. Han spelade sedan till 1976 i Västra Frölunda men det blev hans sista säsong i eliten.

## Landslagskarriär
Benny Windelskär spelade 1967-1972 30 landskamper för svenska landslaget. Windelskärs debut i landslaget var mot Island i Reykjavik den 9 april 1967. Han gjorde ett mål i debuten. Dagen efter spelade han sin andra landskamp också mot Island. 1968 hade han spelat 6 landskamper men säsongen 1969-1970 spelade han 11 landskamper så det var hans genombrottssäsong i landslaget. Han fick dock inte spela VM 1970.  Främsta meriten är deltagande i OS i München 1972. "Nu tycker jag att Dan Eriksson, Benny Johansson och Jan "Lill-Blöta" Jonsson var våra starkaste och jämnaste spelare" skriver Arne Hegerfors i handbollboken. Landskampen mot Ungern i OS blev trots detta hans sista i landslaget. Han är Stor Grabb.

## Klubbar
- Västra Frölunda IF (1965?–1972)
- SoIK Hellas (1972–1973)
- Västra Frölunda IF (1973–1976)

## Meriter
- SM-guld utomhus med Västra Frölunda 1970, SM-silver utomhus 1971.
- SM-guld inomhus och utomhus med Soik Hellas 1972.[5]
- SM-silver inomhus 1971 med Västra Frölunda efter förlust i finalen mot Hellas.